# Inguna Sudraba

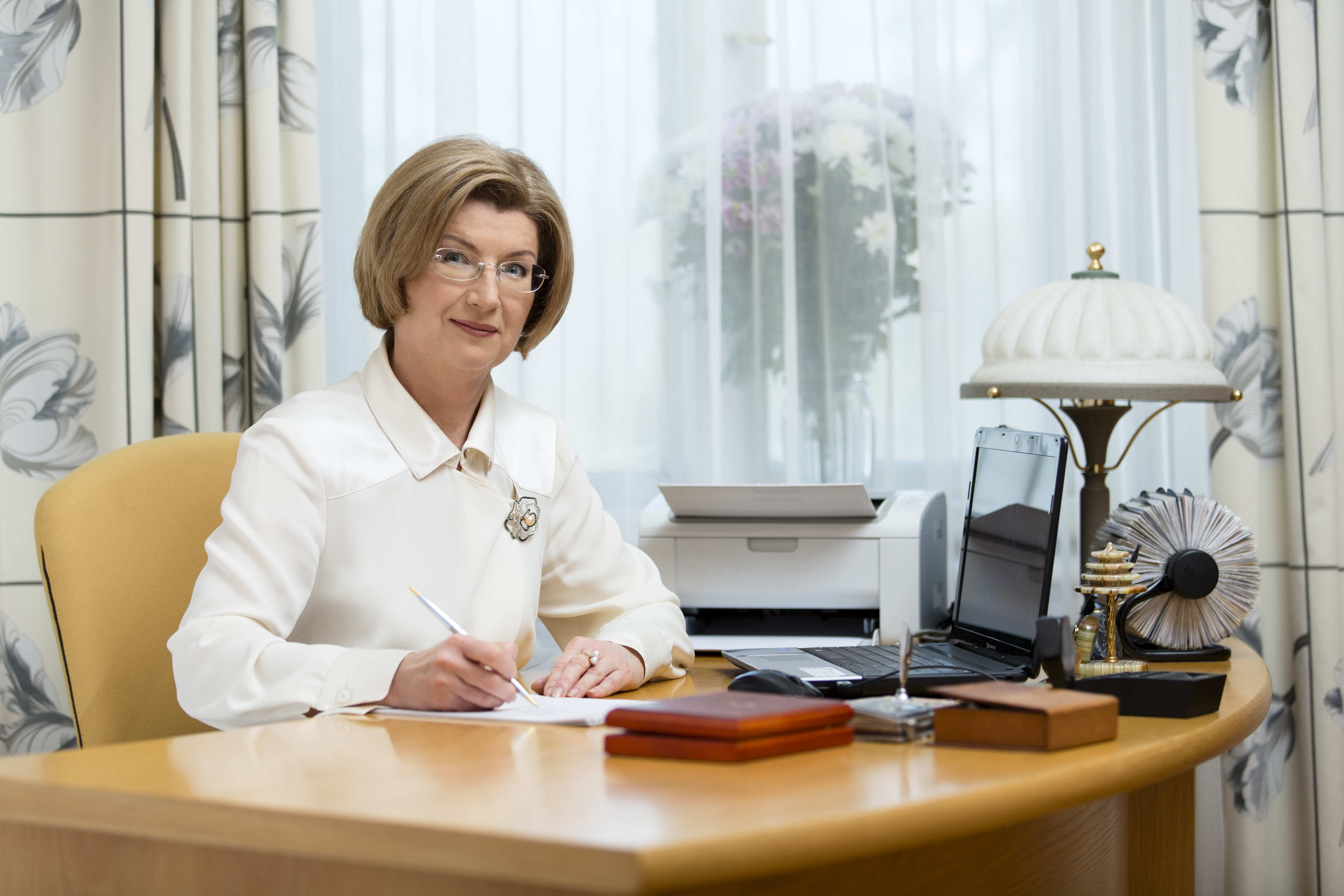
Inguna Sudraba im Jahr 2014

Inguna Sudraba (* 21. November 1964 in Gulbene) ist eine lettische Wirtschaftswissenschaftlerin und Politikerin. Sie ist Gründerin und Vorsitzende der Partei Von Herzen für Lettland (lett. No sirds Latvijai).

## Leben
Inguna Sudraba besuchte das Gymnasium ihrer Heimatstadt Gulbene, das sie beim Schulabschluss im Jahre 1983 mit einer Goldmedaille für herausragende Leistungen auszeichnete. An der Universität von Lettland graduierte sie 1988 im Fach Wirtschaftswissenschaften; anschließend war sie wissenschaftliche Mitarbeiterin am Forschungsinstitut für Agrarökonomie der Universität von Lettland und absolvierte ein Postgraduierten-Studium an der Georgetown-Universität.
Nach ihrer Rückkehr nach Lettland leitete sie bis 1992 im Wohlfahrtsministerium die Abteilung zur Analyse gesellschaftlicher Entwicklungen. Von 1992 bis 1994 war sie Chefökonomin des Finanzministeriums; 1994 wurde sie zur stellvertretenden Staatssekretärin im Finanzministerium berufen, sie amtierte bis 2003. In diesem Jahre wechselte sie kurzzeitig vom Staatsdienst in die Wirtschaft: 2003/2004 war sie Vizepräsidentin der Parex Bank und dort für die Kreditvergabe zuständig. 2004 wurde sie zur Präsidentin des Staatlichen Rechnungshofes Lettlands ernannt, dieses Amt hatte sie bis 2013 inne.
Am 27. November 2013 verkündete Inguna Sudraba die Bildung einer neuen Partei. Diese wurde dann am 28. Januar 2014 unter dem Namen No sirds Latvijai (Von Herzen für Lettland) offiziell gegründet und registriert. Sudraba ist Gründungsvorsitzende der Partei.